# Hrvatsko pravo (Varaždin)
Hrvatsko pravo bio je hrvatski tjednik koji je izlazio u Varaždinu. Prvi broj ovih novina izašao je 27. lipnja 1914. godine, a prestao je izlaziti 1918. godine.
Uprava lista nalazila se u Uršulinskoj ulici 1.
Izlazio je kao "list za politiku i narodno gospodarstvo", a poslije kao "pučki ilustrovani list Stranke prava za politiku, gospodarstvo, pouku i zabavu" odnosno kao. Uređivali su ga Mihovil Danko i poslije Srećko Gruber.
Frankovac Josip Milković pokušao je na prijelazu iz 1918. u 1919. godinu prebaciti ovaj list u Zagreb, ali nije uspio. Zbog toga je HSP službeno prosvjedovao predsjedništvu Privremenog narodnog vijeća u Beogradu 27. veljače 1919. godine.

## Vanjske poveznice
- Hrvatsko pravo, library.foi.hr